# Kroktjärnen (Ljusdals socken, Hälsingland, 689485-151148)
Kroktjärnen är en sjö i Ljusdals kommun i Hälsingland och ingår i Delångersåns huvudavrinningsområde. Sjön har en area på 0,0721 kvadratkilometer och ligger 317 meter över havet.

## Delavrinningsområde
Kroktjärnen ingår i det delavrinningsområde (689452-151127) som SMHI kallar för Mynnar i 689565-151227. Medelhöjden är 326 meter över havet och ytan är 0,78 kvadratkilometer. Det finns inga avrinningsområden uppströms utan avrinningsområdet är högsta punkten. Vattendraget som avvattnar avrinningsområdet har biflödesordning 3, vilket innebär att vattnet flödar genom totalt 3 vattendrag innan det når havet efter 118 kilometer. Avrinningsområdet består mestadels av skog (91 procent). Avrinningsområdet har 0,07 kvadratkilometer vattenytor vilket ger det en sjöprocent på 9,1 procent.